# Georg Kaiser
Friedrich Carl Georg Kaiser (Magdeburgo 25 de noviembre de 1878 - Ascona, 4 de junio de 1945)  fue un literato y dramaturgo alemán, caracterizado por su vanguardismo y su crítica social.

## Vida
Nacido en la ciudad brandemburguesa de Magdeburgo, se crio en el severo clima social de la llamada Alemania Guillermina en donde contrastaban las opulencias de la Belle Époque y las reivindicaciones sociales de los obreros, uno de los productos de tal antinomia, a la cual se sumó la tensión implícita de la llamada Paz Armada fue la exacerbación del "no-estilo" (al decir de Erwin Panofsky) expresionista ya tradicional en los países de habla alemana; por tal motivo, Georg Kaiser dentro del ámbito literario se halla en el conjunto en el cual también se sitúan a Georg Trakl, Arthur Schnitzler y Franz Werfel.

Prolífico autor de obras teatrales, Kaiser fue junto a Carl Sternheim y Gerhart Hauptmann el dramaturgo más polémico de su época y un precursor tanto de Bertolt Brecht como de  Kurt Weill, quienes le admiraron. Su mensaje conjuga la crítica y el pacifismo.

En 1933 ante la toma del poder por parte de los nazis su obra fue censurada como "arte degenerado" y debió exilarse de Alemania, residió unos años en Argentina y luego se refugió en Ascona Suiza de habla italiana, donde falleció en 1945.

## Principales obras
- La viuda judía (Die jüdische Witwe) (1911)
- Del amanecer a la medianoche (Morgens bis Mitternachts) (1912)
- Rey Hanrei (1913)
- Los burgueses de Calais (Die Bürger von Calais) (1914)
- Europa (1915/6)
- El centauro (1916)
- La trilogía compuesta con:
  - El coral (1917)
  - Gas I (1918)
  - Gas II (1920)
- El Alcibiádes salvado (1920)
- La huida de Venecia (1923)
- El protagonista (1926) (Compuesta junto a Kurt Weill)
- Lago de plata (1933) (También compuesta con Kurt Weill)
- La balsa de Medusa (1942),
- El párroco Kleist
- Un día de octubre
- Un incendio en la Ópera
- Alain y Elisa
- la trilogía de 
  - Anfitrión
  - Pigmalión
  - Belerofonte
- El soldado Tanaka (1944)

## Versiones cinematográficas
Como tú lo soñaste (1947) es una película de Argentina dirigida por Lucas Demare según el guion de Homero Manzi sobre el libro Un día de octubre de Georg Kaiser.